# 京阪1800系電車 (初代)
京阪1800系電車（けいはん1800けいでんしゃ）は、京阪電気鉄道にかつて在籍した電車である。京阪特急の2代目特急専用車として登場し、後に一般車（通勤用）に格下げされた。

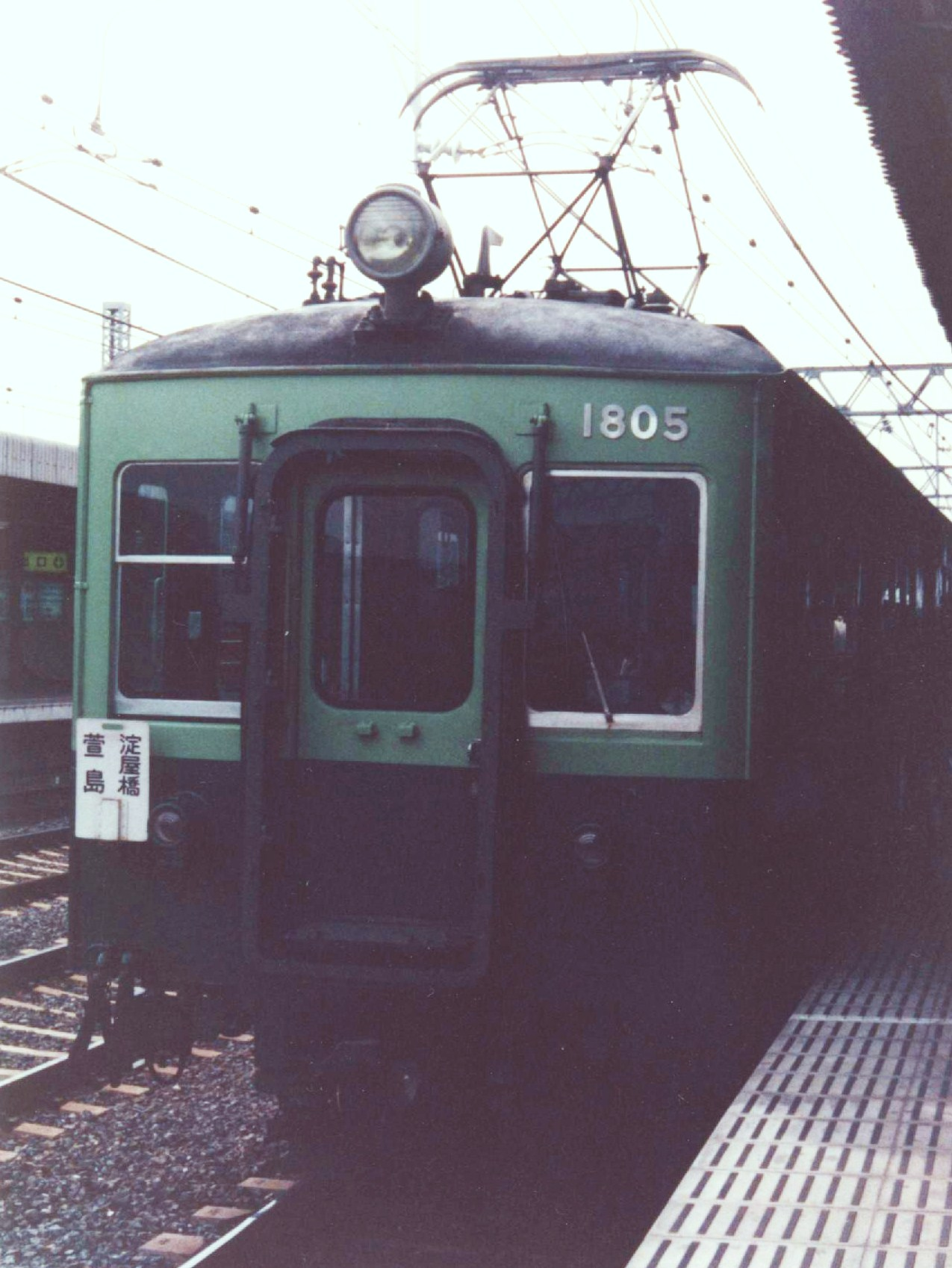
格下げ（一般車化）後の京阪1800系電車（1980年頃）

日本で初めてカルダン駆動方式を実用化し、またテレビカーとしても話題になった車両である。

## 概要
1951年から1953年にかけて京阪線の特急車として合計18両が製造された1700系は、大出力電動機や新型台車の採用によるスピードアップや乗り心地の改善、それに同時期の国鉄二等車に匹敵すると評された転換式クロスシートの採用による快適性の向上などにより、線形が悪く速達性では不利な京阪特急の人気向上に大きな貢献をなした。
だが、この1700系が設計されてからの3年の間に、鉄道技術の先進国であるアメリカなどから駆動装置や制御器、それにブレーキなどの主要機器について様々な新技術が持ち込まれ、また戦後の航空産業禁止で流入した航空技術者たちが車体設計に関する様々な知見をもたらした影響もあり、日本の鉄道技術、特に車両設計技術は大変革の時を迎えていた。
そこで京阪は1700系の増備を打ち切り、電機・車両メーカー各社の協力の下、それらの新技術を盛り込んだ画期的な新型特急車の設計を開始した。設計については、社史のうち『鉄路五十年』（1960年）では「〔昭和〕26年2月に鉄道車両などの視察のために渡米した今田〔英作〕専務が新知識を多分に取り入れて設計し」と記載（P363）、『京阪七十年のあゆみ』（1980年）では「青木〔精太郎〕専務（現社長）が（中略）設計した」と記されている。
こうして1953年7月に第1陣が竣工したのが本系列である。
本系列は日本初の実用高性能車であったため、新聞などで「和製PCC車」、あるいは「無音電車」と報じられ、国内の各鉄道事業者や鉄道車両メーカー等から大きな注目を集めた。

## 車種構成
本系列は以下の2形式で構成される。
- 1800型 制御電動車(Mc)
- 1880型 制御車(Tc)

これらは、以下の12両が2社によって製造された。
- 第1次車（1953年7月竣工）
  - 1800型1801・1802：川崎車輌（現・川崎重工業）

- 第2次車（1954年4月竣工）
  - 1800型1803 - 1809：川崎車輌
  - 1880型1881 - 1883：ナニワ工機（現・アルナ車両）

全車竣工直後の編成は下記の通り。
- 1809+1801-1802
- 1803-1881+1804
- 1805-1882+1806
- 1807-1883+1808

なお、1800型は新機軸を満載していて試作車としての性格が色濃く、このため変則的な構成となっており、奇数車が三条寄り、偶数車が天満橋寄りに運転台を設置する片運転台車で、1802を除く偶数車と1809は増結用である。

## 車体
全体のデザインは1700系のそれをベースとしており、側面の窓配置がd1(1)D9D(1)1（d：乗務員扉、D：客用扉（片開）、(1)：戸袋窓）の17 m級で、前面が緩やかな曲面を描く丸妻で720 mm幅の貫通路を中央に設けた一般的な3枚窓構成、そして切妻とされた連結面に1,100 mm幅の両開扉付広幅貫通路を備えるというレイアウトや、2段上昇式で上段窓の上辺の枠を下降時でも幕板内に収めたままとする独特の窓寸法やその構造、それに正面部分で屋根の雨樋を一段下げる独特の前面デザインなどには変更はない。
ただし、内装の木材使用を廃し、それに代えて内装壁面にはサーモンピンク色に塗装された化粧板が貼付されており、この仕様は1810系（後に付随車2両を除いて1900系に編入）にも継承された。なお、本系列は12両中9両が1700系のそれを踏襲する扉間転換式クロスシート装備のセミクロスシート車として竣工しているが、1803-1881+1804の3両1編成のみは全席ロングシートとして竣工している。
また、構造面では高張力鋼を多用した全溶接構造の全金属車体として各部材の軽量化を図ることで車体重量の軽減が実現されているが、その一方で側面窓下に補強用のウィンドウ・シルと呼ばれる補強帯が露出する、古風な構造がそのまま継承されている。
もっとも、1700系の使用実績から基本となる2両編成とは別に増結用電動車の新造が特に強く求められたため、本系列では1800型と1880型、あるいは1800型2両を背中合わせとして広幅貫通路で結ぶ2両1セットと、これに増結する1800型、という構成で新造されている。このような事情から増結用の1800型については連結面側も運転台側と同様の丸妻とされ、720 mm幅の狭幅貫通路が設置されている。
こうして、構造面での漸進的な改革を進めつつ基本デザインを踏襲した結果、本系列は前照灯が砲弾型になったことと新造時の標識灯の位置が変更されたこと以外には1700系との間に外観上目立った相違は存在せず、サービス上も特に違和感なく混用が可能となっている。
車体塗装は1700系と同じく、上半マンダリンオレンジ・下半カーマインレッドのツートンカラーの特急色で竣工している。

## 主要機器

### 主電動機・駆動装置
カルダン駆動の試作車的な性格が強かったことから、主電動機とその駆動装置について、1801は東洋電機製造TDK-808/2-B と同じく東洋電機製造が独自開発した中空軸平行カルダンを、1802は三菱電機MB-3005-A と住友金属工業がウェスティングハウス社の技術情報を元に独自開発したWNドライブを、それぞれ搭載する。性能はMTMまたはMM編成で加速度2.3 km/h/s、減速度3.0 km/h/s（常用）、MM編成で釣合速度約110 km/hである。
これに対し、量産車である1803以降については、1804でMB-3005-A + WNドライブが採用された以外は全車TDK-808/2-B + 中空軸平行カルダンとなっている。

### 制御器
1800型全車について、1700系のES-554Aを改良した東洋電機製造ES-555A多段電動カム軸式制御器を搭載する。運用上の必要性もあったため、これらは制御シーケンスに相互互換性が備わっており、1700系と本系列は混結運用が可能である。

### 台車
台車は1700系と比較して中日本重工業（MD形台車）が撤退したため、増備の度に汽車製造と住友金属工業による競作となり、両社が創意工夫の限りを尽くした以下の各台車を装着する。いずれも枕ばねにコイルばねを用いている。また、当時としては先進的な一体圧延車輪の試用も行われている。
汽車製造
- KS-6A
1801に装着。ボルスタアンカーを備えるもののペデスタルを使用するシンプルな軸ばね式の軸箱支持機構を備え、一見ごく平凡な外観の台車である。もっとも、全溶接構造で2,000 mmと1700系用の各台車と比較して150 mm短縮された軸距など、当時最新の設計による軽量構造が採用されている。
- KS-9
1803に装着。日本初のシンドラー式台車である。これはウィングばね式台車の一種であり、ペデスタルを軸箱左右に設置した油浸式の金属製二重円筒による案内機構で置き換え、それぞれの外側を覆うように角形断面のコイルばねを設けて軸ばねとする、円筒案内式台車の一種である。これは近畿車輛がスイス・カー・アンド・エレベーター社と提携して開発を進めていたシュリーレン式台車などと同様、元々はスイス連邦鉄道の軽量客車用として1930年代に開発されたもので、それを汽車製造が自社の台車設計ノウハウを盛り込んだ上で高速電車向けにアレンジしたものである。先行するKS-6Aでは単に形鋼などによる部材を溶接組み立てした全溶接構造であったが、このKS-9ではプレス成形材を多用して各部材を極力一体成形することで、大幅な工数の削減とさらなる軽量化を実現している。なお、このシンドラー台車は後に1810系用KS-15を経て日本初の実用空気ばね台車であるKS-50、更にはその改良量産型であるKS-51・KS-56・KS-70などへ発展することとなる。
- KS-10
1804 - 1809に装着。KS-9とは異なり、1700系第3次車用KS-5と同系のペデスタルを備える通常のウィングばね式台車に逆戻りしている。ただし、側枠構造はKS-9に準じて側梁が直線的で単純な形状のプレス材溶接構造となり、揺れ枕吊りで下揺れ枕を吊り下げる近代的な設計に進化している。

住友金属工業
- FS302
1802に装着。KS-6Aと同様、革新的な駆動装置を備える一方で台車には確実性が求められたためか、ボルスタアンカー付の平凡な軸ばね台車となっている。なお、台車枠は住友金属工業が得意とした一体鋳鋼製である。なお、住友金属工業製FS台車の300番台型番は平行カルダン駆動車向け台車であることを示す。
- FS304
1881 - 1883に装着。FS302の改良型で、一体鋳鋼製軸ばね台車という基本構成には変更はない。

各台車それぞれについて当時汽車製造・住友金属工業の両社が研究開発していた高速台車のための最新技術が惜しみなく投入されており、またそれらの新技術の実用試験車としてその後の台車設計に貴重なデータを提供している。

### ブレーキ
空気ブレーキは従来の1700系と共通のA動作弁を使用する日本エヤーブレーキ（現・ナブテスコ）製AR-D自動空気ブレーキが採用されており、これは制御器側の発電制動と連動する。

## 運用

### 特急時代
1953年7月にまず先行試作車に当たる1800型2両（1801・1802）が落成、主に特急に充当され、釣り掛け式の1700系と区別なく運用され、1700系との混結も実施された。
この2両の使用実績を受けて、翌1954年より量産が開始された。量産車は1700系と同様、連結面側に広幅貫通路を持つ1800型制御電動車と1880型制御車で組成されるMc-Tcによる2両編成を基本とし、これに運転台側と同一の狭幅貫通路を連結面側に備える増結用1800型制御電動車1両を追加したMc-Tc+Mcによる3両編成を1セットとして製造され、同一形式の制御電動車の中に2種類の構造が混在することとなった。
編成の組み替えに制約のある広幅貫通路は、こうした機動的運用を好んで行っていた京阪の場合には制約となることが多く、このため続く1810系以降の系列では、1801-1802の間に挿入するための中間付随車(1887)に広幅貫通路が採用されたのを唯一の例外として、全車とも狭幅貫通路仕様で製造されている。
なお、本系列は1700系だけではなく、増備車である1810系とも連結して運用されている。

#### 車内テレビ放送
後に京阪特急の代名詞となったテレビカーは、車内サービス向上策の一環として、沿線にある松下電器産業の協力を得て1801-1802で実験運用開始された。
これが好調であったことから、1882・1883に白黒テレビを取り付け、1954年9月3日より日本放送協会(NHK)総合テレビの番組放送を開始した。乗客からは「走る街頭テレビ」と呼ばれた。

### 一般車への格下げ

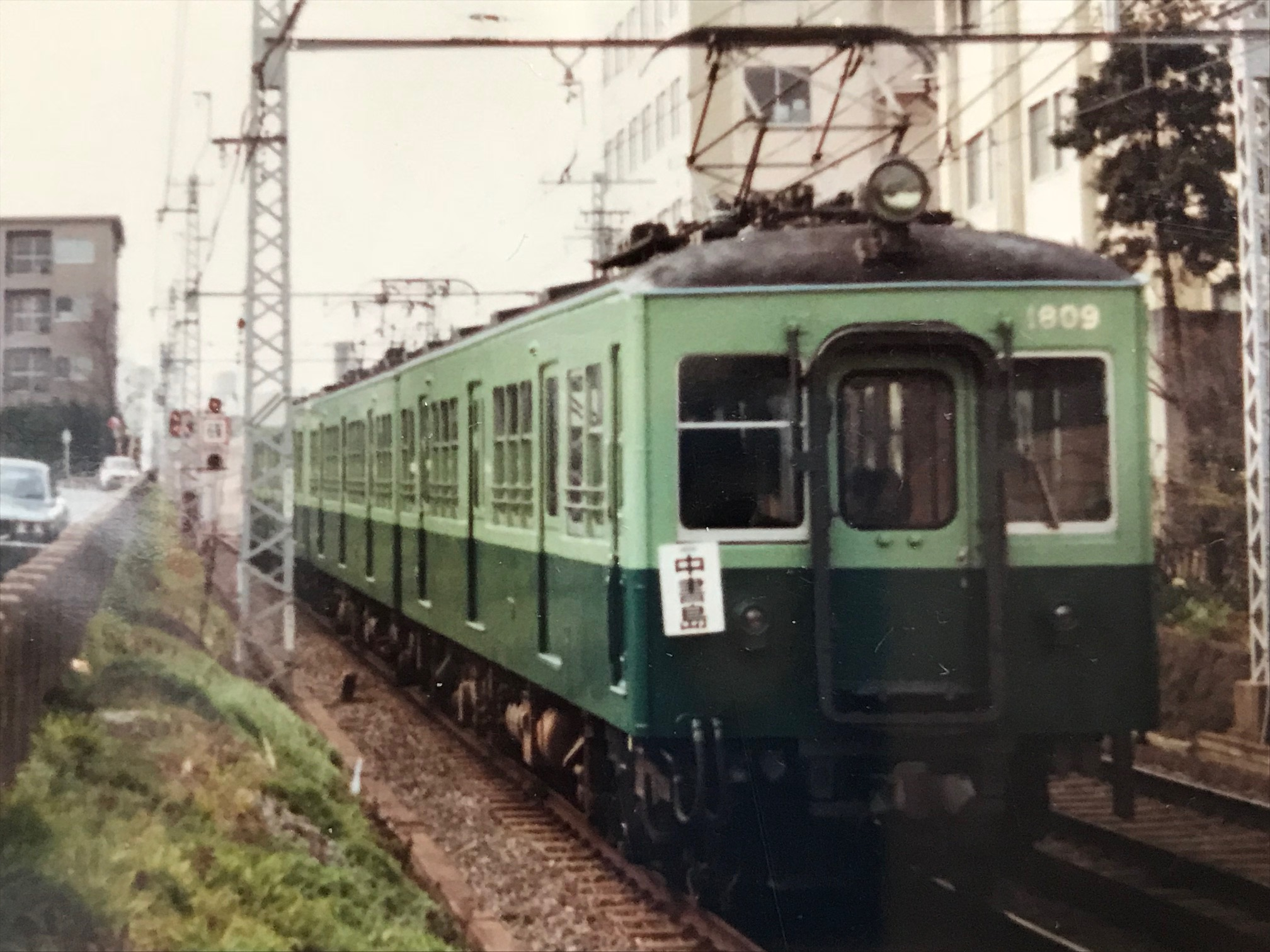
3扉の一般車に改造後、1700系と混結での5連での運用時

地下線で建設された天満橋・淀屋橋間の開業（1963年）に備え、1961年から転落防止対策として側窓下部へ保護棒が設置された。1963年には1900系新造車が登場したが、車体長の短さや空気ばね台車を装備していなかったことなどにより、本系列は1700系とともに一般車に格下げされた。まず2扉・特急色のままロングシート化とテレビ撤去が行なわれ、1966年には3扉・一般色化された。増設扉は窓割の関係から車体中央部の側窓3枚を潰して設置され、1700系同様戸袋窓のない両開き扉として窓配置はd1(1)D3D"3D(1)1（d：乗務員扉、D：客用扉（片開）、D"：客用扉（両開）、(1)：戸袋窓、数字：側窓数）となった。3扉化の際に1881 - 1883は運転台を撤去して1851 - 1853に改番している。また窓のアルミサッシ化も正面窓から徐々に進められた。なお、一般車格下げ後は交野線・宇治線でも定期運用されるようになり、時には近鉄京都線直通運用に入ることもあった。
なお、1810系のうち空気ばね台車を装備していなかった2両の中間車1884・1887も1800系に編入され、1963年に2扉・特急色のままロングシート化とテレビ撤去され、1887は妻扉の狭幅化が行なわれた。1966年には3扉・一般色化が行なわれたが、これらは車体長が18 mで1 m長く、増設扉も片開きであった。この3扉化の際に旧1985・1986の電気機器を用いて中間電動車化され、1871・1872に改番されたが、1967年には1881・1882（2代）に再改番されている。
以後は主に1700系と連結して編成を組み、区間急行や普通を中心に充当されていたが、1981年に1800系（2代）に機器提供して、同年に全車廃車された。なお、1800系（2代）は600系の車籍を継承したため、本系列はこの時に全車車籍抹消となっている。
除籍後、1801・02は数年間は寝屋川車庫にて車体を保管し、復元保存も検討されていたが、結局保存計画は中止となり、2両とも解体されている。また1804の車体は電動貨車(救援車)101に、1808の車体が貨車(救援車)111に使用されたが、両車共2000年12月末で廃車解体された。